# Corinna CDP (Maine)
Corinna es un lugar designado por el censo ubicado en el condado de Penobscot en el estado estadounidense de Maine. En el Censo de 2020 tenía una población de 729 habitantes y una densidad poblacional de 132,30 habitantes por km². Fue incluido como CDP en el censo de 2020. 

## Geografía
Corinna se encuentra ubicado en las coordenadas 44°55′09″N 69°15′39″O / 44.91917, -69.26083. Según la Oficina del Censo de los Estados Unidos,  tiene una superficie total de 5,51 km², todos correspondientes a tierra firme.